# Auguste François

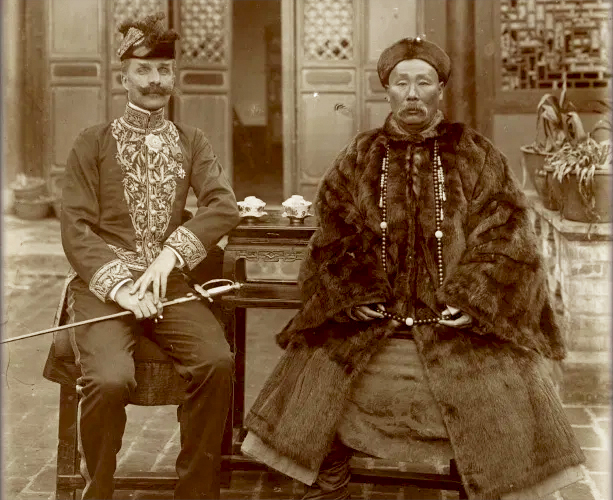
Auguste François (links) zusammen mit General Su Yuanchun

Auguste François (* 20. August 1857; † 4. Juli 1935) war ein französischer Diplomat und Fotograf.
Zunächst war er von 1893 bis 1895 in Paraguay tätig, bevor er 1896 bis 1904 als Konsul Südchina bereiste. Er erwirkte die Genehmigung zum Bau der Yunnan-Bahn vom vietnamesischen Haiphong nach Kunming. Während seiner Reisen durch Südchina nahm er viele Fotos auf, die das damalige Leben in China dokumentieren, sowie 1901 die ersten bekannten Filmaufnahmen aus China. Im Gegensatz zu den meisten seiner Zeitgenossen war er kein typischer Vertreter des damals vorherrschenden Kolonialismus, sondern versuchte, die Sprache und Kultur der einheimischen Bevölkerung zu verstehen und zu erlernen, weshalb er von den Chinesen auch als „Weißer Mandarin“ bezeichnet wurde.
Nach ihm ist der Tonkin-Schwarzlangur (Trachypithecus francoisi) wissenschaftlich benannt.
Die Association Auguste François bemüht sich um den Erhalt seines kulturellen Erbes.